# Zelo sestavljeno število
Zelo sestavljeno število je celo število n, ki ima večje število deliteljev kot katerokoli pozitivno celo število manjše od njega. Prva zelo sestavljena števila so (OEIS A002182):
1, 2, 4, 6, 12, 24, 36 48, 60, 120, 180, 240, 360, 720, 840, 1260, 1680, 2520, 5040, 7560, 10080, ...
s pripadajočim številom deliteljev (OEIS A002183):
1, 2, 3, 4, 6, 8, 9, 10, 12, 16, 18, 20, 24, 30, 32, 36, 40, 48, 60, 64, 72, ... .
Množica zelo sestavljenih števil je podmnožica sestavljenih števil brez števil 1 in 2, ki nista sestavljeni. Število 2 je tako po definiciji edino zelo sestavljeno število, ki je praštevilo, 1 pa ni ne praštevilo ne sestavljeno število. Obstaja neskončno število zelo sestavljenih števil. Predpostavimo, da je n poljubno zelo sestavljeno število. Potem ima 2n več deliteljev kot n. 2n je delitelj in tako so vsi delitelji n. Tako mora obstajati tudi neko zelo sestavljeno število večje od n (in ne večje od 2n).
V grobem rečeno je potreben pogoj, da je neko število zelo sestavljeno v tem, da ima prafaktorje, ki so majhni kot se le da in da jih ima čim manj enakih. Na primer 2 · 3 · 3 = 18 ne more biti zelo sestavljeno ker ima manjše število 2 · 2 · 3 = 12 isto število deliteljev. Podobno 2 · 5 = 10 ne more biti zelo sestavljeno število v primerjavi s 2 · 3 = 6. Glede na več enakih manjših prafaktorjev je število deliteljev relativno majhno. Na primer 23 = 8 ni zelo sestavljeno število, saj ima enako število deliteljev kot manjše število 2 · 3 = 6.
Mnogo teh števil uporabljamo v običajnih merilnih sestavih in so dobrodošla pri inženirskemu delu zaradi enostavnosti njihove uporabe pri računanju, kjer srečujemo ulomke.
Če Q(x) označuje število zelo sestavljenih števil, ki so manjša ali enaka x, potem obstajata dve konstanti a in b, obe večji od 1, da velja:
(lnx)a ≤ Q(x) ≤ (lnx)b.